# 武田信孝
武田 信孝（たけだ のぶたか）は、戦国時代の武将。武田元信の子。ただし、近年の研究では元信の孫とする説も出されている（後述）。

## 略歴
天文7年（1538年）、謀叛を起こした若狭武田氏の重臣粟屋元隆に擁され、甥信豊と家督を争うも、若狭国遠敷郡の戦いで敗北。朝倉孝景（朝倉家10代当主）を頼り、越前国へ逃亡する。
天文21年（1552年）、粟屋右馬允と共同での若狭乱入を企てたが、朝倉氏が幕府から若狭への乱入制止を要請され中止。その後の消息は不明。
近年、若狭武田氏の系図を整理した木下聡は元信の実子の名前は元度が正しく、信孝はその息子である（つまり、元光は伯父、信豊は従兄にあたる）こと、信豊の弟とされる信高は実は信重が正しく、信高は信孝の別名で両者の事績が混同されているを指摘している。木下は文亀2年（1502年）に戦死した武田中務大輔の名跡を元度が継承し、以降を信孝（信高）・信重・信方と継承された「宮川武田家」を存在を想定している。